# Saïd Ennjimi
Saïd Ennjimi (Casablanca, 13 giugno 1973) è un arbitro di calcio francese.

## Carriera
Francese di origini marocchine, Said Ennjimi dirige nella massima serie del campionato francese, la Ligue 1, dal 2005. Ha ricevuta la nomina ad internazionale il 1º gennaio 2008.
Ha fatto il suo esordio in gare tra nazionali maggiori il 10 giugno del 2009, dirigendo il match tra Macedonia e Islanda, valido per le qualificazioni ai mondiali del 2010 in Sudafrica.
A livello di club ha invece esordito in Coppa UEFA il 2 ottobre 2008 dirigendo un match del primo turno. Nel luglio del 2009 ha diretto invece un turno preliminare di Champions League.
Nell'edizione 2009-2010 dell'Europa League ha diretto tre partite della fase a gironi.